# Pinal County
Pinal County är ett county och ligger i centrala delen av delstaten Arizona i USA.  Enligt folkräkningen år 2010 var countyts folkmängd 375 770. Den administrativa huvudorten (county seat) är Florence. 
Casa Grande Ruins nationalmonument ligger i countyt.

## Geografi
Enligt United States Census Bureau har countyt en total area på 13 919 km². 13 907 km² av den arean är land och 12 km² är vatten.

### Angränsande countyn
- Maricopa County - väst, nord
- Gila County - nord
- Graham County - öst
- Pima County - syd